# Margaret Bonds
Margaret Jeanette Allison Majors (Chicago, 3 de março de 1913 – Los Angeles, 26 de abril de 1972) foi uma compositora e pianista norte-americana. Foi uma das primeiras compositoras e artistas negras a se apresentar e ganhar reconhecimento de crítica e de público nos Estados Unidos. Trabalhou várias vezes com Langston Hughes em adaptação para musicais de obras de Shakespeare. 
Foi uma das primeiras solistas a tocar na Orquestra Sinfônica de Chicago e foi essencial para o desenvolvimento da música de câmara no século XX.

## Biografia
Margaret nasceu em Chicago, em 1913. Era filha de Monroe Alpheus Majors, médico, ativista pelos direitos civis e escritor, e sua segunda esposa, Estella C. Bonds. O casal se separou cerca de dois anos depois, em 1917, e Margaret foi criada pela mãe. Mostrando aptidão para a música desde pequena, compôs sua primeira música aos 5 anos, chamada Marquette Street Blues. Sua mãe também era musicista e a incentivava. Além disso, sua casa era bastante frequentada pela nata intelectual da cidade, como escritores, artistas e músicos negros. Eles gostavam de performar na sala da casa, enquanto Margaret ouvia e assimilava. Alguns dos convidados regulares em sua casa eram a soprano Abbie Mitchell e os compositores Florence Price e Will Marion Cook.
Suas primeiras aulas de música foram com a mãe, ao piano. Ainda na escola, Margaret estudou composição com Florence Price e com William L. Dawson. Depois de se formar no ensino médio, Margaret ingressou na Universidade do Noroeste e era uma das poucas estudantes negras da instituição. Em 1932, sua música "Sea-Ghost" ganhou o Prêmio Wanamaker. Dois anos depois, aos 21 anos, ela se formou na universidade com título de bacharel e mestre em música e composição.

## Carreira
Abriu uma escola, Allied Arts Academy, onde ensinava arte, música e balé. Como pianista, apresentou-se em vários palcos. Em 1933, apresentou-se com a Orquestra Sinfônica de Chicago e no ano seguinte em um concerto com Florence Price na Women's Symphony Orchestra of Chicago.
Em 1939, mudou-se para a cidade de Nova Iorque, onde trabalhou como produtora musical e colaborou em várias canções famosas e populares. Sua adaptação da música "Peachtree Street" fez parte da trilha sonora de Gone with the Wind. Em 1940, casou-se com Lawrence Richardson, com quem teve uma filha, Djane Richardson.
Enquanto morava em Nova Iorque, continuou seus estudos em piano e composição na Juilliard School, estudando também com Roy Harris e Emerson Harper em aulas particulares. Tentou ter aulas com Nadia Boulanger, que ao ouvir seu trabalho e vê-la tocar, disse que não precisava de mais aulas.
Margaret apresentou-se com várias orquestras e fez um dueto ao piano com Gerald Cook. Morando no Harlem, Margaret trabalhou com vários projetos sociais na vizinhança. Ajudou a criar um centro comunitário no bairro e trabalhou com música gospel na igreja da região. Na mesma época, formou a Margaret Bonds Chamber Society, um grupo de músicos negros que tocavam músicas compostas, principalmente, por negros.
Margaret era conhecida por trazer e combinar vários elementos em suas composições. Usou o jazz, blues, calipso e spirituals e suas obras, especialmente na peça em nove atos The Ballad of the Brown King, junto de Langston Hughes. Margaret trabalhou muito em teatro musical, trabalhando como diretora de várias produções e escrevendo dois balés. Escreveu vários outros trabalhos como Shakespeare in Harlem, um libretto em parceria com Hughes, que estreou em 1959.
Em 1965, na mesma época da Marcha sobre Washington, em Montgomery, Alabama, Margaret escreveu Montgomery Variations para orquestra, dedicando a obra a Martin Luther King, Jr.. Em 1967, com a morte de Langston Hughes, Margaret mudou-se para Los Angeles, deixando para trás o marido e a filha de 21 anos. Lecionou música no Los Angeles Inner City Institute. Em 1959, Zubin Mehta e a Orquestra Filarmônica de Los Angeles estrearam sua composição Credo.

## Morte
A morte de Langston abalou Margaret profundamente. Mesmo com seu sucesso profissional, as mortes não apenas de Langston, mas também a morte de sua mãe, em 1957, a abalaram muito. Margaret entrou em depressão e começou a beber em demasia, o que a levava a tomar decisões precipitadas, como sua mudança para Los Angeles.
Margaret morreu em Los Angeles, em 26 de abril de 1972, aos 59 anos, devido a um infarto. Ela foi sepultada ao lado da mãe, em Chicago.

## Legado
Muitas de suas composições se perderam depois de sua morte. Das cerca de 200 composições suas, apenas cerca de 75 ainda existem. Destas, apenas 47 foram publicadas durante sua vida. Margaret não organizava seu trabalho nem tinha uma lista de suas obras e era comum compor para terceiros sem manter uma cópia consigo. Seus diários e papéis também se perderam. Uma caixa com suas obras foi encontrada no lixo depois de um leilão não conseguir vendê-las.
Margaret morreu quatro anos antes da lei do direito autoral norte-americana ser assinada em 1976 e morreu sem deixar um testamento. Sua única herdeira, Djane Richardson, morreu em 2011, também sem deixar um testamento. Assim suas composições encontram-se em limbo jurídico, o que impede regravações e performances. Sua composição em homenagem a Martin Luther King, Jr. nunca foi performada por uma orquestra. Suas obras não entrarão em domínio público antes de 2042, dependendo a interpretação anterior da lei.